# Glossadelphus glossoides
Glossadelphus glossoides är en bladmossart som beskrevs av Fleischer 1923. Glossadelphus glossoides ingår i släktet Glossadelphus och familjen Hypnaceae. Inga underarter finns listade i Catalogue of Life.